# Daisuke Yoshioka
Daisuke Yoshioka (jap. 吉岡大輔 Yoshioka Daisuke; ur. 6 stycznia 1980 w Nisece) – japoński narciarz alpejski, uczestnik Zimowych Igrzysk Olimpijskich 2006 w Turynie.

## Kariera
Pierwszy raz na arenie międzynarodowej pojawił się 10 sierpnia 1995 roku podczas zawodów FIS Race w nowozelandzkim Coronet Peak. Zajął tam wtedy 26. miejsce w gigancie. Trzykrotnie, w latach 1998, 1999 i 2000 uczestniczył w mistrzostwach świata juniorów. Najlepszy rezultat osiągnął na Mistrzostwach Świata Juniorów 2000 w kanadyjskim Mont-Sainte-Anne. Zajął tam w gigancie 18. miejsce. Debiut w zawodach Pucharu Świata zaliczył 25 listopada 2000 roku, kiedy to w Lake Louise zajął 60. miejsce w zjeździe. Pierwsze i jedyne w karierze pucharowe punkty zdobył dwa lata później w kombinacji w Wengen plasując się na 11. pozycji.
Uczestnik Zimowych Igrzysk Olimpijskich 2006 w Turynie. Wystartował tam w gigancie, zajmując 24. miejsce. Rok wcześniej również we Włoszech, w Bormio, uczestniczył na Mistrzostwach Świata 2005. Uplasował się tam na 26. miejscu w gigancie.

## Osiągnięcia

### Igrzyska olimpijskie
| Miejsce | Dzień     | Rok  | Miejscowość | Konkurencja | Czas biegu  | Strata   | Zwycięzca      |
| ------- | --------- | ---- | ----------- | ----------- | ----------- | -------- | -------------- |
| 24.     | 20 lutego | 2006 | Turyn       | Gigant      | 2:45,03 min | +10,03 s | Benjamin Raich |

### Mistrzostwa świata
| Miejsce | Dzień    | Rok  | Miejscowość | Konkurencja | Czas biegu  | Strata  | Zwycięzca     |
| ------- | -------- | ---- | ----------- | ----------- | ----------- | ------- | ------------- |
| 26.     | 9 lutego | 2005 | Bormio      | Gigant      | 2:55,98 min | +5,57 s | Hermann Maier |

### Mistrzostwa świata juniorów
| Miejsce | Dzień     | Rok  | Miejscowość      | Konkurencja | Czas biegu  | Strata  | Zwycięzca             |
| ------- | --------- | ---- | ---------------- | ----------- | ----------- | ------- | --------------------- |
| 59.     | 27 lutego | 1998 | Megève           | Supergigant | 1:33,30 min | +5,78 s | Freddy Rech           |
| 50.     | 28 lutego | 1998 | Megève           | Gigant      | 2:07,52 min | +5,90 s | Benjamin Raich        |
| 23.     | 1 marca   | 1998 | Megève           | Slalom      | 1:31,29 min | +8,23 s | Benjamin Raich        |
| 43.     | 11 marca  | 1999 | Pra Loup         | Supergigant | 1:15,16 min | +3,29 s | Manfred Gstatter      |
| DNF2    | 13 marca  | 1999 | Pra Loup         | Gigant      | -           | -       | Christoph Alster      |
| DNF1    | 14 marca  | 1999 | Pra Loup         | Slalom      | -           | -       | Massimiliano Blardone |
| 51.     | 21 lutego | 2000 | Mont-Sainte-Anne | Zjazd       | 1:14,80 min | +4,03 s | Thomas Graggaber      |
| 41.     | 22 lutego | 2000 | Mont-Sainte-Anne | Supergigant | 1:19,52 min | +3,83 s | Klaus Kröll           |
| DNF1    | 25 lutego | 2000 | Mont-Sainte-Anne | Slalom      | -           | -       | Daniel Défago         |
| 18.     | 26 lutego | 2000 | Mont-Sainte-Anne | Gigant      | 1:53,71 min | +1,62 s | Georg Streitberger    |